# インビジブル2
『インビジブル2』（Hollow Man II）は、ポール・バーホーベンが2000年に監督したSFホラー映画『インビジブル』の続編。バーホーベンは本作において製作総指揮を担当した。
なお、本作は米国では劇場未公開。日本での初公開は2006年12月23日。前作とは違いレイティングの指定なし。

## ストーリー
ライズナー研究所の資金集めを目的としたパーティーで、医学を専門とするデヴィン・ヴィリアーズ博士が、トイレの中で首を切り裂かれて死体となって発見された。
シアトル市警のフランク・ターナーとリサ・マルティネス両刑事が駆けつけると、現場には血に染まった裸足の足跡が残されていた。大量の返り血にもかかわらず、誰からも目撃されぬまま逃走した犯人に疑問を抱くフランクたちだが、そこに現れたライズナー博士とビショップ大佐により退去させられる。
署に戻ったフランクとリサは、犯人が次に狙うとみられるマギー・ダルトン博士の警備を命じられる。張り込みを開始する2人だが、夜更け頃、最初はリサが、続いて博士が、姿の見えない何者かの襲撃を受ける。
見えない敵の正体は、かつて軍の最強特殊部隊に所属していた兵士マイケル・グリフィンであった。彼は極秘任務の実行員に選ばれ、薬によって透明人間となったが、その薬にはやがて死に至るという副作用があった。それを知っていながら軍はマイケルに副作用を抑える緩和剤を投与せず、グリフィンは自身の生存のためマギーを拉致しようと企む。リサを含め大勢の人が犠牲になる中、フランクは死を覚悟し透明人間になる薬を自分に打ち込む。その後、グリフィンと格闘し、殺害。生き残ったマギーは病室にて透明人間となったフランクを思い、緩和剤で彼を助けるために病室で待つのであった。

## スタッフ
- 製作総指揮：ポール・バーホーベン、レイチェル・シェーン、ルーシー・フィッシャー
- 製作：デヴィッド・ランカスター、ダグラス・ウィック、ヴィッキー・ソーサラン
- 監督：クラウディオ・ファエ
- 脚本：ジョエル・ソワソン
- 撮影：ピーター・スンストーフ
- 音楽：マーカス・トランプ

## キャスト
※（）は日本語吹き替え
- フランク・ターナー捜査官 - ピーター・ファシネリ（小森創介）
- マギー・ダルトン博士 - ローラ・レーガン（岡本麻弥）
- マイケル・グリフィン - クリスチャン・スレーター（吉見一豊）
- ウィリアム・ライズナー博士 - デヴィッド・マキルレース（谷口節）
- ガヴィン・ビショップ大佐 - ウィリアム・マクドナルド（島香裕）
- リサ・マルティネス捜査官 - サラ・ディーキンス（浅野まゆみ）
- ヘザー・ダルトン - ジェシカ・ハーモン（宇乃音亜季）
- デヴィン・ヴィリアーズ - ジョン・ショウ（宇垣秀成）
- ティモシー・ローレンツ - ダーシー・ローリー（飛田展男）
- アシュリー - ザラ・テイラー[1]（浅野真澄）
- ジョシュ - ノーラン・ジェラード・ファンク
- ラボ技術者 - イー・ジェー・ツァオ